# أبشواي الملق
أبشواي الملق إحدى قرى مركز قطور التابع لمحافظة الغربية بجمهورية مصر العربية. وهي مركز مهم لإنتاج الألبان.

## التاريخ
قرية أبشواي الملق من القرى القديمة، حيث وردت باسم «أبشويه» في أعمال الغربية ضمن قرى الروك الصلاحي التي أحصاها ابن مماتي في كتاب قوانين الدواوين، كما وردت باسم «أبشويه الملق» في أعمال الغربية ضمن قرى الروك الناصري التي أحصاها ابن الجيعان في كتاب «التحفة السنية بأسماء البلاد المصرية». وردت باسم «أبشويه الملق» في التربيع العثماني الذي أجراه الوالي العثماني سليمان باشا الخادم في عصر السلطان سليمان القانوني ضمن قرى ولاية الغربية، وفي تاريخ 1228هـ/1813م الذي عدّ قرى مصر بعد المسح الذي قام به محمد علي باشا باسم «إبشواي الملق» ضمن قرى مديرية الغربية.

## السكان
بلغ عدد سكان أبشواي الملق 30,793 نسمة حسب تقدير عام 2018.
| السنة  | 1882 | 1897 | 1907 | 1927 | 1947 | 1960 | 1976   | 1986   | 1996   | 2006   | 2018   |
| ------ | ---- | ---- | ---- | ---- | ---- | ---- | ------ | ------ | ------ | ------ | ------ |
| القرية | 1792 | 5071 | 5799 | 6538 | 7285 | 9726 | 12,795 | 16,075 | 20,265 | 23,605 | 30,793 |